# Bruant huppé
Emberiza lathami
Espèce
Synonymes
- Melophus lathami (protonyme)

Statut de conservation UICN

 LC  : Préoccupation mineure
Le Bruant huppé (Emberiza lathami) est une espèce de passereaux de la famille des emberizidés.

## Répartition
Son aire s'étend en Inde et du nord du Pakistan jusqu'au nord de l'Indochine et à travers le sud de la Chine.